# Tây Ấn thuộc Tây Ban Nha
Tây Ấn thuộc Tây Ban Nha (tiếng Tây Ban Nha: Las Antillas Occidentales hoặc Antillas Españolas) là tên gọi để chỉ chung các thuộc địa của Tây Ban Nha trong vùng Caribe. Ngày nay khu vực này bao gồm các quốc gia và vùng lãnh thổ: Cuba, Haiti, Cộng hòa Dominica, Puerto Rico, Jamaica, Quần đảo Cayman, Trinidad, và quần đảo Vịnh.
Các đảo này từng là mục tiêu của các cuộc du hành đến châu Mỹ của Cristoforo Colombo. Đây cũng là một trong những thuộc địa lâu dài đầu tiên của người châu Âu trên đất châu Mỹ. Tây Ấn thuộc Tây Ban Nha là khu vực lịch sử có thời gian tồn tại lâu dài nhất so với các vùng khác của Đế quốc Tây Ban Nha tại châu Mỹ. Tây Ấn thuộc Tây Ban Nha chấm dứt sự tồn tại vào năm 1898 sau kết thúc của Chiến tranh Tây Ban Nha-Mỹ.

## Thay đổi chủ quyền hoặc tuyên bố độc lập
- Quần đảo Vịnh bị nhượng cho Vương quốc Anh vào năm 1643 rồi cho Honduras vào năm 1860.
- Jamaica mất vào tay Vương quốc Anh năm 1655, tuân theo Hiệp định Madrid (1670).
- Quần đảo Cayman mất vào tay Vương quốc Anh theo Hiệp định Madrid (1670).
- Haiti mất vào tay Pháp theo Hiệp định Ryswick năm 1697.
- Trinidad mất vào tay Vương quốc Anh năm 1797, tuân theo Hiệp định Amiens ký năm 1802.
- Cộng hòa Dominica giành độc lập năm 1821.
- Cuba mất vào tay Hoa Kỳ năm 1898, sau chiến tranh Tây Ban Nha-Mỹ và Hiệp định Paris (1898).
- Puerto Rico mất vào tay Hoa Kỳ năm 1898, sau chiến tranh Tây Ban Nha-Mỹ và Hiệp định Paris (1898).